# Presidente del Congreso de la República del Perú
El presidente del Congreso de la República del Perú es la máxima autoridad del Poder Legislativo de la República del Perú que reside en el Congreso Nacional. Se encuentra, tras los Vicepresidentes de la República, en el tercer lugar en la línea de sucesión del Presidente de la República, en caso de impedimento temporal o vacancia. Preside las sesiones del Pleno, de la Comisión Permanente y las de los demás órganos que señala la ley. Los vicepresidentes reemplazan al Presidente, en su orden, y asumen las funciones que ella les delegue. Suscriben los documentos oficiales del Congreso.
La Presidencia del Congreso es ejercida actualmente por José Jerí (Somos Perú) para el periodo anual de sesiones 2025-2026.

## Elección
La mesa que dirige el Congreso de la República del Perú está compuesta por una presidencia y tres vicepresidencias. Es electa, por mayoría absoluta de los congresistas, y en votación secreta. La mesa así elegida, dura en sus funciones hasta el término del período legislativo. El presidente y los vicepresidentes de la Cámara pueden ser reelegidos. Generalmente quien asume la Presidencia del Congreso es un Congresista del partido que se encuentra gobernando, aunque a veces se producen acuerdos de alternancia entre las bancadas de partidos políticos en las que se agrupan los diputados, de un sector y otro, para elegir y ocupar por espacios cortos de tiempo la presidencia del congreso, haciendo más equitativo el desempeño de este rol.
La elección de la Mesa Directiva del Congreso se realiza cada 26 de julio o, a más tardar, el 27 de julio, inicio de la primera legislatura ordinaria del período anual de sesiones. La nueva Mesa Directiva juramenta inmediatamente: el presidente ante su predecesor y los demás miembros de la mesa, ante el nuevo Presidente.

## Junta Preparatoria
Cuando se instala un nuevo Congreso, se conforma una junta preparatoria que se encarga de prestar juramento a todos los congresistas y de presidir la sesión hasta que juramente la nueva Mesa Directiva. La junta está conformada por el congresista más votado de la agrupación más votada —quien la preside— y por los de mayor y de menor edad.

## Historia
El primer Congreso Constituyente se instaló el 20 de septiembre de 1822. Toribio Rodríguez de Mendoza fue designado como su primer presidente y ejerció el cargo durante unas horas mientras se realizaba la elección de la mesa directiva. El primer presidente del Congreso electo fue Francisco Xavier de Luna Pizarro, que llegó a ser arzobispo de Lima.
Anteriormente a la actual Constitución Política (1993), se elegían al Presidente del Senado y al Presidentes de la Cámara de Diputados. Como está consagrado en las constituciones precedentes, los presidentes de las cámaras se turnaban en la presidencia del Congreso.

"(...) Los Presidentes de las Cámaras se turnan en la presidencia del Congreso. Corresponde al del Senado presidir la sesión de instalación."
Artículo 169º,
Constitución de 1979.

En virtud de ello, los últimos presidentes del Parlamento bicameral fueron: Máximo San Román Cáceres (Senado, 1990-91) y Roberto Ramírez Villar (Cámara de Diputados, 1991-92).
Luego de los acontecimientos de la crisis constitucional de 1992, se convocó a un Congreso Constituyente Democrático, que ejerció las funciones legislativas desde su elección en 1993 hasta julio de 1995, que fue presidido por Jaime Yoshiyama Tanaka. En 1995, de acuerdo a la Constitución aprobada por dicho Congreso en 1993, se instaló un parlamento unicameral, entonces de 120 congresistas (actualmente son 130). Actualmente existe el debate sobre el regreso al sistema bicameral.

## Funciones
De acuerdo al Reglamento Interno del Congreso, el presidente del Congreso tiene las siguientes funciones y atribuciones:
- Representar al Congreso, y recibir los honores que correspondan a su investidura.
- Presidir las sesiones del pleno del Congreso, de la Comisión Permanente, y de la Mesa Directiva, concediendo el uso de la palabra, haciendo guardar el orden y dirigiendo el curso de los debates y las votaciones, conforme a las normas procesales constitucionales, legales y reglamentarias.
- Cumplir el ordenamiento jurídico de la nación y este Reglamento, así como proteger los derechos y atribuciones de los congresistas y los diversos grupos parlamentarios, facilitar los consensos y acuerdos, respetar y hacer respetar la organización y funcionamiento del Congreso, como una entidad dialogante y esencialmente deliberante, que encarna el pluralismo político de la nación.
- Firmar, con uno de los vicepresidentes, las autógrafas de las leyes, para ser enviadas al Presidente de la República para su promulgación, así como ejercer la facultad de promulgar las leyes a que se refiere el primer párrafo in fine del artículo 108.º de la Constitución Política. También firman el Reglamento del Congreso, las autógrafas de las resoluciones legislativas, los acuerdos del Congreso y las normas reglamentarias para su publicación, como las resoluciones administrativas que le correspondan en su calidad de titular del pliego presupuestal y los documentos oficiales a que haya lugar.
- Someter a consideración del pleno del Congreso los proyectos de Presupuesto y Cuenta General del Congreso, e informar al Consejo Directivo sobre los procesos de licitación de obras y adquisición de bienes y servicios por cuenta de los recursos presupuestales asignados al Congreso.
- Someter a consideración del Consejo Directivo la agenda de las sesiones del Pleno y de la Comisión Permanente, el cuadro de conformación de las comisiones y de la Comisión Permanente y cualquier plan o proyecto destinado a facilitar o mejorar el desarrollo de las sesiones y la productividad del Congreso.
- Exigir u ordenar a los órganos del gobierno y de la administración en general para que respondan los pedidos de información remitidos por los congresistas, de conformidad con lo que dispone el artículo 96.º de la Constitución Política. De no recibirse respuesta, a los quince días de remitido el pedido, dispone que uno de los vicepresidentes lo reitere, en la forma prevista en el artículo 87° del presente Reglamento.
- Supervisar el funcionamiento de los órganos parlamentarios y del servicio parlamentario, así como disponer lo necesario para la correcta administración de los recursos físicos y humanos al servicio del Congreso.
- Publicar en el diario oficial El Peruano, y otros de mayor circulación, la relación de congresistas que llegan tarde o no asisten a las sesiones o no permanecen en ellas, salvo se encuentren en sesión de comisión.
- Las demás que le encargue el pleno del Congreso o que se encuentren señaladas en otros artículos de este Reglamento.

## Estadísticas
- La persona que ha ejercido más veces la Presidencia de algún Congreso Constituyente ha sido el también Encargado del Poder Ejecutivo y Arzobispo de Lima, Francisco Xavier de Luna Pizarro.
- La persona que ha ejercido más veces la Presidencia del Senado ha sido el también Presidente de la República por el Partido Civil, Manuel Candamo Iriarte.
- La persona que ha ejercido más veces la Presidencia de la Cámara de Diputados ha sido durante el oncenio de Augusto B. Leguía, por el Partido Democrático Reformista, Foción A. Mariátegui Ausejo.
- La persona que ha ejercido más veces la Presidencia del Congreso Unicameral ha sido el también Presidente del Consejo de Ministros y representante de Perú Posible, Carlos Ferrero Costa.
- Han fallecido en el cargo de Presidente del Senado: José Gálvez Barrenechea y Ramiro Prialé Prialé
- Ha fallecido en el cargo de Presidente de la Cámara de Diputados: Fernando León de Vivero (1990).
- La primera mujer que presidió el Congreso Nacional fue, durante el Gobierno de Alberto Fujimori, la representante de la Alianza Cambio 90-Nueva Mayoría, Martha Chávez Cossío.